# テキサス・スーパーキングス
テキサス・スーパーキングス（英: Texas Super Kings）は、メジャーリーグクリケット（MLC）所属のクリケットチーム。本拠地はアメリカ合衆国のダラス。

## 概要
2023年に創立。ホームグラウンドはテキサス州のグランドプレーリーに所在するグランド・プレーリー・スタジアム。開幕シーズンとなる2023年は3勝2敗でレギュラーシーズン2位だったが、プレーオフ初戦で敗退した。

## 成績

### MLC
- 2023年 - プレーオフ敗退